# 特拉华纪念大桥

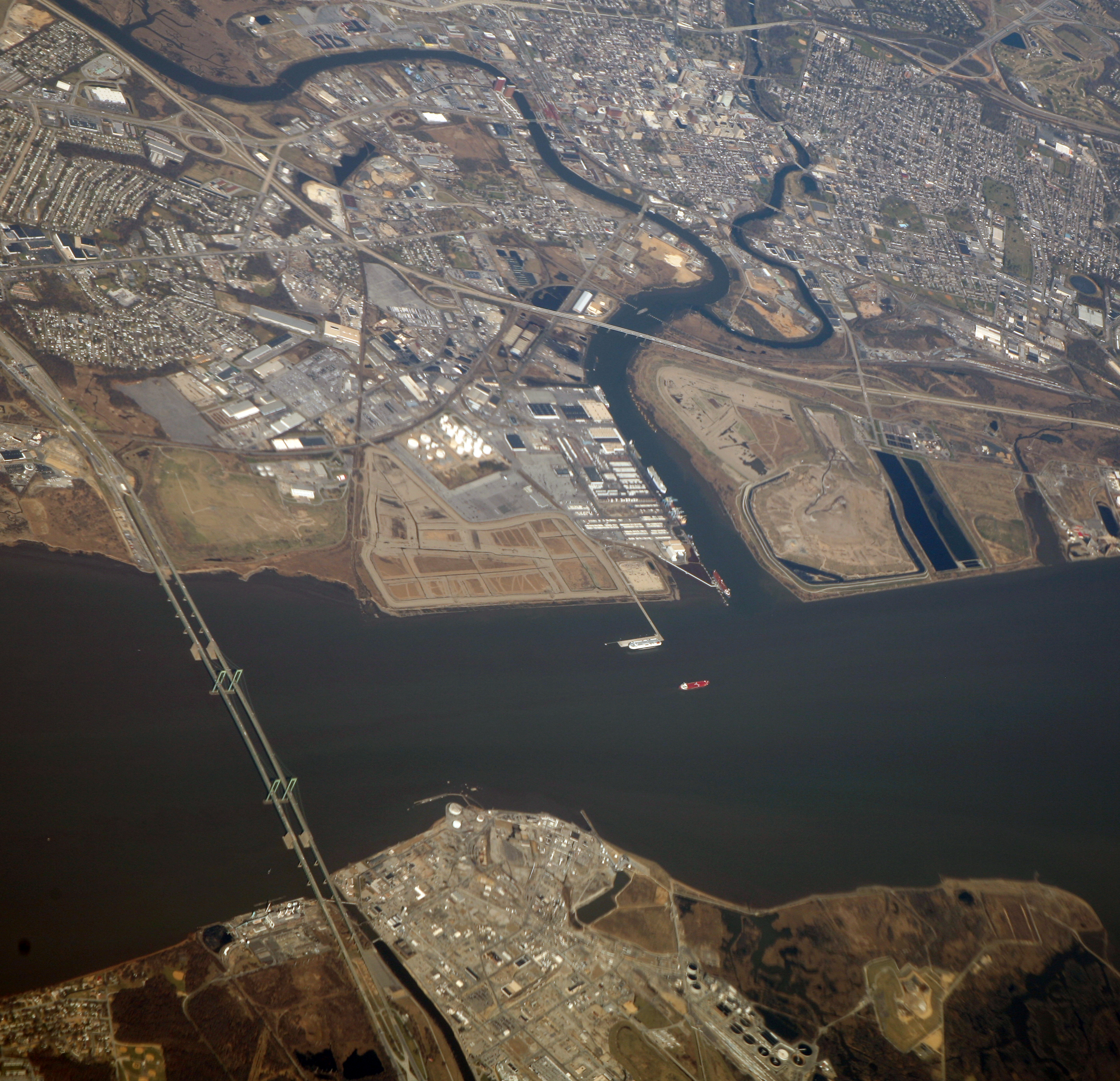
特拉华纪念大桥航拍照片，2012年，图片上方为特拉华州威尔明顿 (特拉华州)

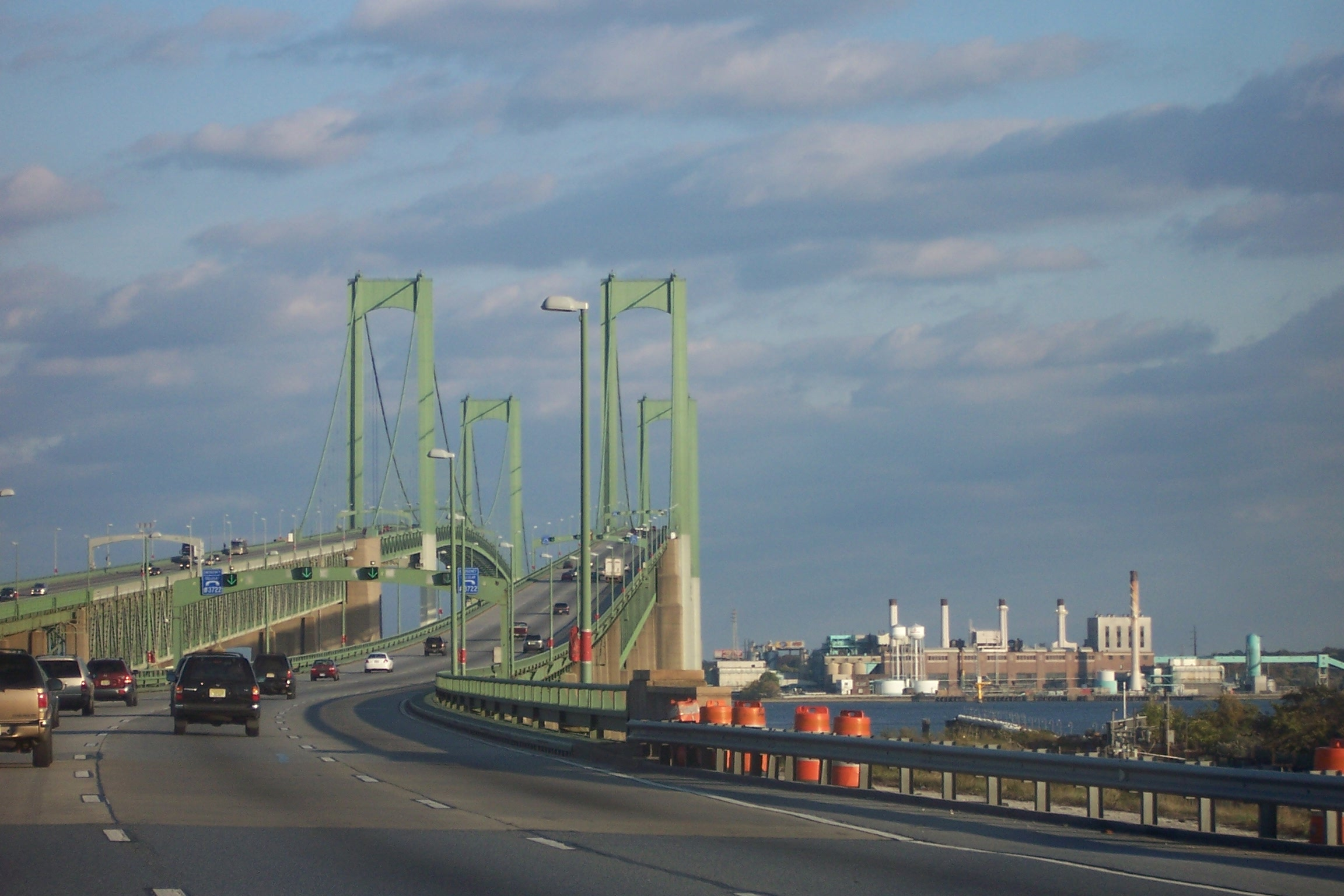
特拉华纪念大桥（东行线）特拉华州一侧，2005年

特拉华纪念大桥（英語：Delaware Memorial Bridge）是平行的两座跨越特拉華河的悬索桥，是295号州际公路和40号美国国道共用的收费桥梁，位于特拉华州和新泽西州之间，另一座美國國道和州際公路系統共用的跨特拉華河通道是本杰明·富兰克林大桥。
特拉华纪念桥是特拉华河最南端和最大的固定车辆过境点，也是特拉华州和新泽西州之间唯一的固定车辆过境点。

## 参考文献

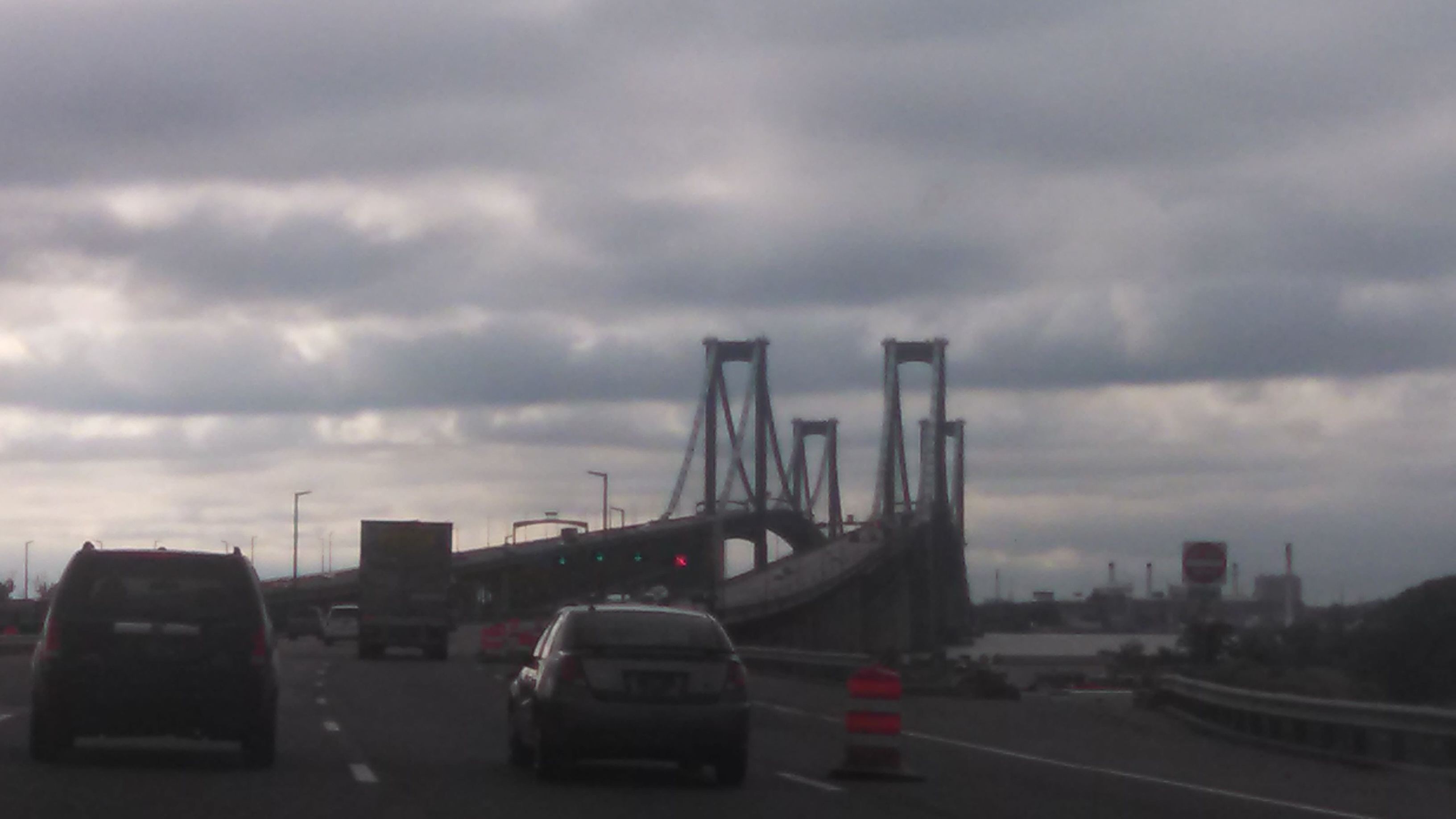
特拉华纪念大桥从特拉华州一侧看, 2017。

## 延伸阅读
- Miller, William J. . Middle Atlantic. 1983. ISBN 978-0-911293-02-9.